# تأميم إمدادات النفط
يشير تأميم إمدادات النفط إلى عملية مصادرة إجراءات إنتاج النفط والملكية الخاصة، ويكون ذلك عمومًا بهدف الحصول على عائد أكبر من النفط لحكومات البلدان المنتجة للنفط. تمثل هذه العملية، والتي لا يجلب الخلط بينها وبين القيود على صادرات النفط الخام، نقطة تحول هامة في تطور السياسة النفطية. يقصي التأميم عمليات التجارة الخاصة –التي تتحكم بموجبها شركات النفط الدولية الخاصة بالموارد في الدول المنتجة للنفط- ويسمح للدول المنتجة للنفط بالسيطرة على الملكية الخاصة. حالما تصير هذه الدول المالك الوحيد لهذه الموارد المصادرة، يتوجب عليها تحديد طريقة تعظيم صافي القيمة الحالية لمخزونها المعروف من النفط في الأرض. يمكن ملاحظة العديد من الآثار الأساسية الناتجة عن تأميم النفط. «على الجبهة الداخلية، غالبًا ما تتمزق شركات النفط الوطنية بين التوقعات الوطنية بأن عليها ’حمل علم الوطن‘ وطموحاتها الخاصة لتحقيق النجاح التجاري، ما قد يعني درجة من التحرر من حدود الأجندة الوطنية».
وفقًا للشركة الاستشارية بّي إف سي إنيرجي، 7% فقط من احتياطي النفط والغاز المُقدر في العالم موجود في دول تمنح الشركات الدولية الخاصة حرية التصرف، ونسبة 65% كلها موجودة بين أيدي شركات تملكها الدول مثل أرامكو السعودية، والبقية في دول مثل روسيا وفنزويلا، حيث يصعب على الشركات الأجنبية الوصول إليها. تشير دراسة بّي إف سي إلى أن الجماعات السياسية غير المؤيدة للرأسمالية في بعض البلدان تميل إلى الحد من زيادة إنتاج النفط في المكسيك وفنزويلا وإيران والعراق والكويت وسوريا. تعمل المملكة العربية السعودية أيضًا على الحد من التوسع في الطاقة الإنتاجية، ولكن بسبب السقف الذي فرضته على نفسها، على عكس البلدان الأخرى.

## تاريخه
كان هذا التأميم (نزع الملكية) لإمدادات النفط التي كانت تملكها جهات خاصة فيما سبق، حيثما حدث، عملية تدريجية. قبل اكتشاف النفط، كانت بعض الدول شرق الآسيوية مثل العراق والسعودية والكويت فقيرة ومتخلفة. كانت ممالك صحراوية تمتلك قلة من الموارد الطبيعية وتفتقر إلى الموارد المالية الكافية للحفاظ على الدولة. شكل الفلاحون الفقراء أغلبية السكان.
عندما اكتُشف النفط في هذه الدول النامية في بدايات القرن العشرين، لم تكُن تتمتع بمعرفة كافية بصناعة النفط لتستفيد من الموارد الطبيعية المكتشفة حديثًا. وبالتالي لم تكُن الدول قادرة على استخراج نفطها أو بيعه. 
كانت شركات النفط الكبرى تحوز التقنيات والخبرات اللازمة وفاوضت الدول النامية على اتفاقيات الامتياز، فمُنحت الشركات حقوقًا حصرية للتنقيب عن النفط وتطوير إنتاجه ضمن الدولة مقابل إجراء استثمارات محفوفة بالمخاطر، واكتشاف توضعات النفط، وإنتاج النفط، ودفع ضرائب محلية. حددت اتفاقيات الامتياز التي أُبرمت بين الدول المنتجة للنفط وشركة النفط منطقة محدودة يُتاح للشركة الاستفادة منها، ولمدة محدودة من الوقت، وألزمت الشركة بتحمُل كل المخاطر المالية والتجارية بالإضافة إلى دفع ضرائب سطحية وعوائد ملكية وضرائب إنتاج للحكومات المضيفة. وطالما تحقق الشركات هذه المتطلبات، تعهدت الحكومات بأنه يمكن للشركات حصد أي من النفط الذي تستخرجه. نتيجة لذلك، كان نفط العالم في معظمه تحت سيطرة سبع شركات مقراتها في الولايات المتحدة الأمريكية وأوروبا، وغالبًا ما يُطلق عليها اسم الأخوات السبع. كانت خمس من الشركات أمريكية (شيفرون، وإكسون، وغولف، وموبيل، وتيكساكو)، وواحدة بريطانية (بريتيش بتروليوم)، وواحدة إنجليزية هولندية (رويال داتش/ شيل). اندمجت هذه الشركات مذ ذاك الحين في أربع: شيل، وإكسون موبيل، وشيفرون، وبي بّي. لم تكن الأمم مالكة احتياطي النفط سعيدة بنسبة الأرباح التي فاوضت عليها. لكن، نتيجة إدراج شروط اختيار القانون، لم يكُن بوسع الدول المضيفة ذات السيادة تغيير العقود تعسفيًا. بعبارة أخرى، كانت النزاعات حول تفاصيل العقد لتُحسم على يد طرف ثالث بدلًا من الدولة المضيفة. كانت الوسيلة الوحيدة أمام الدول المضيفة لتعديل عقودها هي التأميم (نزع الملكية).
على الرغم من أن الدول المتخلفة رحبت باتفاقيات الامتياز في البداية، بدأ بعض القوميين بالمجادلة قائلين إن شركات النفط كانت تستغلهم. بقيادة فنزويلا، أدركت الدول المنتجة للنفط أن بوسعها التحكم بسعر النفط عبر الحد من العرض. اتحدت هذه الدول تحت راية أوبك وتولّت الحكومات تدريجيًا السيطرة على إمدادات النفط.
قبل سبعينيات القرن الماضي، لم تحدث إلا حادثتي تأميم نفط كبيرتين ناجحتين، الأولى عقب الثورة البلشفية في 1917 في روسيا والثانية في 1938 في المكسيك.

### ما قبل التأميم
نتيجة لوجود النفط، كان الشرق الأوسط مركز التوتر الدولي من قبل تأميم إمدادات النفط حتى. كانت بريطانيا أول دولة تهتم بالنفط شرق الأوسطي. في عام 1908، اكتُشف النفط في بلاد فارس على يد شركة النفط الإنجليزية الفارسية بتحريض من الحكومة البريطانية. حافظت بريطانيا على هيمنة إستراتيجية وعسكرية على مناطق الشرق الأوسط الواقعة خارج السيطرة التركية حتى ما بعد الحرب العالمية الأولى وقتما قُسمت الإمبراطورية التركية السابقة بين البريطانيين والفرنسيين. تبين أن الكثير من المناطق التي يسيطر عليها الفرنسيون ذات إمكانيات نفطية ضعيفة.
من الناحية الأخرى، استمرت بريطانيا بتوسيع مصالحها النفطية إلى أجزاء أخرى من الخليج العربي. على الرغم من أن الموارد النفطية وُجدت في الكويت، لم يكن ثمة طلب كافٍ على النفط في ذلك الحين ليتطور في هذا المجال.
بسبب الضغط السياسي والتجاري، لم يستغرق تأمين الولايات المتحدة مدخلًا إلى إمدادات نفط الشرق الأوسط وقتًا طويلًا. أُجبرت الحكومة البريطانية على السماح للولايات المتحدة بالدخول إلى العراق ودول الخليج العربي. صار العراق خاضعًا لسيطرة شركات النفط الأمريكية في حين كان الكويت مقسومًا نصفين بين شركات النفط الأمريكية والبريطانية.

حتى عام 1939، ظل النفط شرق الأوسطي غير مهم نسبيًا في الأسواق العالمية. وفقًا «لأهمية النفط»، فإن الشرق الأوسط آنذاك:
«لم يكُن يساهم إلا بخمسة في المئة من إجمالي إنتاج النفط العالمي وكانت صادراته محدودة بالدول ضمن المنطقة المباشرة وأوروبا الغربية عبر قناة السويس».
تكمن الأهمية الحقيقية لتطورات ما قبل عام 1939 في الشرق الأوسط في أنها أسست إطار العمل للتوسع النفطي لما بعد عام 1945.
بعد الحرب العالمية الثانية، تزايد الطلب على النفط تزايدًا كبيرًا. نظرًا للتطور النفطي في زمن الحرب، والذي أثبت الإمكانات الكبيرة لاكتشاف النفط في الشرق الأوسط، كان التردد طفيفًا في استثمار رؤوس المال في إيران والعراق والكويت والسعودية. 
أُجريت استثمارات ضخمة لتحسين البنية التحتية اللازمة لنقل النفط شرق الأوسطي. فمثلًا، أُجريت استثمارات في قناة السويس لضمان استفادة الناقلات الأكبر حجمًا منها. زاد بناء خطوط الأنابيب النفطية أيضًا. كان توسيع البنية التحتية لإنتاج ونقل نفط الشرق الأوسط بصورة رئيسة تحت إدارة شركات النفط الدولية السبعة الكبرى.